# Leder (journalistik)
 For alternative betydninger, se Leder. (Se også artikler, som begynder med Leder)
En leder er en type artikel i et skrevent medie, der fremstiller redaktionens holdning. Lederen er en ofte reflekterende artikel, der tager stilling til et aktuelt emne og er underskrevet af mediets navn. En sådan artikel skiller sig altså ud, idet den er mere subjektiv end en ordinær artikel.
Da lederen er et udtryk for avisens holdning til bestemte begivenheder, og eftersom lederen dermed reflekterer hvilket udgangspunkt avisen tolker verden ud fra, er det som oftest chefredaktøren, der forfatter lederen.
| Anime eller manga | Spire Denne artikel om medie og kommunikation er en spire som bør udbygges. Du er velkommen til at hjælpe Wikipedia ved at udvide den. |